# B14
Il B14 è una barca a vela da regata, la cui classe è riconosciuta dalla International Sailing Federation. 
Nell'ambito della vela, il B14 è una imbarcazione (più propriamente uno skiff) molto spettacolare e veloce progettata dall'australiano Julian Bethwaite nel 1986. 
È il fratello maggiore di 49er.

## Storia
- Architetto: Julian Bethwaite
- Varo primo modello: 1986

## Dimensioni
- Lunghezza: 4,24 m (linea di galleggiamento)
- Larghezza: 1,67 m - 3,18 m (With Wings)
- Bompresso: 1,75 m
- Mast: 7,2 m
- Bare peso dello scafo: 64 kg

## Vela piano
- Randa Superficie: 12 m²
- Fiocco area: 5,2 m²
- Superficie dello spinnaker asimmetrico: 29 m²

## Altri
- Ideale peso dell'equipaggio: 130–180 kg